# Lenguas potou-tano
Las lenguas potou-tano constituyen la principal división de las lenguas kwa (rama de las lenguas Níger-Congo), tanto demográficamente, como por número de lenguas.

## Clasificación
Stewart (1989) llevó a cabo una reconstrucción del proto-potou-tano por lo que la fonología de esta protolengua se conoce aproximadamente. La comparación con el resto de lenguas kwa ha encontrado dificultades para encontrar cognados entre el proto-potou-tano y otros grupos de lenguas consideradas dentrl de las lenguas kwa, como las lenguas gbè. De hecho ha llevado a sugerir a algunos autores que las lenguas kwa no forman una unidad filogenética válida, y que por ejemplo el grupo potou-tano es más cercano al bantú que a las lenguas gbè.

### Lenguas de la familia
Usualmente las lenguas potou-tano se clasifican en dos ramas. La rama potou consiste en dos lenguas menores habladas en Costa de Marfil, el ebrié y el mbato. Las lenguas tano incluyen lenguas demográficamente más importantes, como el baoulé y el akan habladas en el sureste de Costa de Marfil y el suroeste de Ghana.
- Potou (Potou): ebrié, mbato.
- Tano
  - Krobu
  - Lenguas tano occidentales: abure, eotile.
  - Lenguas tano centrales: lenguas bia y lenguas akánicas.
  - Lenguas guang

## Descripción lingüística

### Fonología
El trabajo comparativo de Stewart (1989, 2002) ha permitido reconstruir aproximadamente la fonología del proto-potou-tano. Stewart (2002) proporciona una reconstrucción del proto-potou-tano cuyo inventario consonántico sería el siguiente:
|             |             | bilabial | alveolar | palatal | velar  | labiovelar |
| ----------- | ----------- | -------- | -------- | ------- | ------ | ---------- |
| Oclusiva    | Oclusiva    | *p       | *t       |         |        | *kʷ        |
| Implosiva   | sorda       | *ƥ       | *ƭ       |         | *ƙ     | *ƙƥ        |
| Implosiva   | sonora      | *ɓ       | *ɗ       | *ʄ      | *ɠ     | *ɠɓ        |
| aproximante | aproximante | *ʋ̃, *ʋ   | *l̃, *l   | *y, *ỹ  | *ɰ̃, *ɰ | *w̃, *w     |
| nasal       | nasal       | *m       | *n       | *ɲ      | *ŋ     | *ŋʷ        |
El inventario vocálico habría estado formado por siete vocales orales /*i, *ɪ, *ɛ, *a, *ɔ, *ʊ, *u/ y siete vocales nasales /*ĩ, *ɪ̃, *ɛ̃, *ã, *ɔ̃, *ʊ̃, *ũ/.

### Comparación léxica
Los numerales en diferentes lenguas tano son:
| GLOSA | Tano central | Tano central | Tano central      | Tano central      | Tano central      | Tano central      | Tano central   | Tano central   | Tano central   | PROTO- TANO Cen. |
| GLOSA | Akánico      | Akánico      | Bia septentrional | Bia septentrional | Bia septentrional | Bia septentrional | Bia meridional | Bia meridional | Bia meridional | PROTO- TANO Cen. |
| GLOSA | Abron (Bono) | Akan         | Anyin             | Anufo (Chakosi)   | Baoulé            | Sehwi (Sefwi)     | Ahanta         | Jwira- Pepesa  | Nzema          | PROTO- TANO Cen. |
| ----- | ------------ | ------------ | ----------------- | ----------------- | ----------------- | ----------------- | -------------- | -------------- | -------------- | ---------------- |
| '1'   | bakũ         | baakṍ        | kʊ̃                | kũ                | kùn               | kʊ̃̀                | ɔ̀kʊ́n           | ko             | kʊ̃             | *-kʊ̃             |
| '2'   | mienu        | ə̀bìéń        | ɲɲṹã              | ɲ̀ɲɔ̀               | ǹɲɔ̀n              | ɲɔ̀                | àɥɪ̀n           | ńwia           | ɲ́ɲʊ̃            | *-wiã *-ɲuã      |
| '3'   | miensá       | ə̀bìèsã́       | nsɑ̃               | ǹzã̀               | ǹsàn              | ǹzã̀               | àsàn           | ńsa            | ńsɑ̃            | *-sã             |
| '4'   | nain         | ànáń         | nnɑ̃́               | ǹná               | ǹnán              | ǹná               | ànlà           | ńna            | ńnɑ̃            | *-nã             |
| '5'   | num          | ə̀núḿ         | nnṹ               | ǹnú               | ǹnún              | ǹnú               | ə̀nlù           | ńnu            | ńnṹ            | *-nũ             |
| '6'   | nsiã         | ə̀sìã́         | nsĩ́ã́              | ǹʒɛ̃́               | ǹsiɛ́n             | ǹziã́              | ə̀ʃiə̀           | ńsiã           | ńsĩ́ã           | *-siã            |
| '7'   | nsɔ          | ə̀sɔ́ń         | nsʊ̂               | ǹzô               | ǹsô               | ǹzɔ́ː              | ə̀súŋwà         | ńsuw           | ńsṹũ           | *-suŋu           |
| '8'   | ŋɔt͡ʃwie      | àwòtɕɥé      | mɔcuɛ́             | mɔ̀cᵘɛ́             | ǹmɔ̀cuɛ́            | mɔ̀tʃwɛ́            | àwɔ̀twɛ̀         | mɔ́twɛ          | mɔ́cʊɛ          | *-wɔcwɛ          |
| '9'   | ŋkrɔŋ        | àkróń        | ŋɡʊ̃ɑ̃lɑ̃́            | ŋ̀ɡɔ̀ná             | ǹɡwlàn            | ǹɡɔ̃̀lã̀             | àhɔ́nlà         | nɡhoalá        | ŋɡʊ̃lɑ̃́          | *-kolã           |
| '10'  | du           | dú           | búlú              | búɾú              | blú               | bʊ́lʊ́              | bùnlù          | eburú          | bulú           | *du *bu-lu       |
| GLOSA | Guang               | Guang               | Guang               | Guang               | Guang               | Guang               | Guang               | Guang            | Guang            | Guang            | PROTO- GUANG[2] |
| GLOSA | Guang septentrional | Guang septentrional | Guang septentrional | Guang septentrional | Guang septentrional | Guang septentrional | Guang septentrional | Guang meridional | Guang meridional | Guang meridional | PROTO- GUANG[2] |
| GLOSA | Chum- burung        | Dwang               | Foodo               | Gonja               | Kplang              | Krache              | Nawuri              | Awutu            | Cherepon         | Larteh           | PROTO- GUANG[2] |
| ----- | ------------------- | ------------------- | ------------------- | ------------------- | ------------------- | ------------------- | ------------------- | ---------------- | ---------------- | ---------------- | --------------- |
| '1'   | kɔ́                  | kɔ́ː                 | ǹkɔ́                 | à-kô                | kɔ̃                  | kɔ́ː                 | kʊ́ːʔ                | kòmé             | àkʊ́              | kɔ́               | *-kɔ̃            |
| '2'   | ɪ̀ɲɔ́                 | aɲó                 | ǹɲʸɔ́                | a-̀ɲɔ́                | áɲɔ                 | aɲɔ́                 | aɲɔ́                 | ìɲɔ́              | ìɲɔ́              | ɲyɔ́              | *a-ɲɔ̃           |
| '3'   | ɪ̀sá                 | asá                 | ǹsá                 | à-sá                | asa                 | asá                 | asá                 | èsã́              | ìsã́              | sá               | *a-sã           |
| '4'   | ɪ̀ná                 | aná                 | ǹnáàŋ               | à-ná                | aná                 | aná                 | aná                 | ènaː́ ̀            | ìnɛ̂              | nɛ́               | *a-na           |
| '5'   | ɪ̀núː                | anú                 | ǹnṹũ̀                | à-nú                | ɛnʊ́                 | ɛnʊ̂                 | anû                 | ènú              | ìnî              | nú               | *-nu            |
| '6'   | ìsíyé               | asíé                | ǹséè                | à-ʃé                | esé                 | ɛsíɛ́                | asíyé               | ìsɛ̃́ː ̀            | ìsíɛ̃̀             | síɛ̀              | *-siẽ           |
| '7'   | ìsúnóː              | asʊ́nɔ               | ǹsínō               | à-ʃúnù              | ɛsʊ́nʊ́́               | asʊ́nɔ́               | asúnɔ̂               | ìsɔ̃́              | ìsúnɔ̋            | súnɔ́             | *-suno          |
| '8'   | ìbùrùwá             | at͡ʃwé               | dùkwéè              | à-bùrùwá            | ɛkwé́                | kukwé               | abᵘɾuwá             | itʃwé            | ìtwî             | tɕɥí             | *(-bu)-cwe      |
| '9'   | ɪ̀kpánɔ́ː             | ak͡pɔ́nɔ              | ǹk͡pánɔ̀              | à-k͡pánà             | apʊ́nɔ́́               | ak͡pʊ́nɔ́              | akpʌ́nɔ̂              | ɛ̀pán             | ìk͡púnɔ̋           | k͡pʊ́nɔ́            | *-k͡pʊnɔ         |
| '10'  | kúdú                | ídú                 | dúdu                | kùdú                | ídú́                 | kúdú                | gúdú                | ìdù              | ìdû              | dú               | *-du            |